# Katharine Kavanaugh
Katharine Kavanaugh (26. prosince 1874 Baltimore – 3. října 1942) byla americká scenáristka a dramatička, která působila především v éře hollywoodského němého filmu. Proslavila se zejména psaním komedií.

## Divadelní začátky
Kavanaugh se narodila v Baltimore v Marylandu v roce 1874 a studovala na Mount de Sales a Notre Dame. Oba její rodiče zemřeli, když byla ještě malá. Již v raném věku se začala zajímat o psaní příběhů; jak později vzpomínala, často se jako malá dívka dostávala do potíží kvůli vymýšlení her na školním dvoře. Přesto si nemyslela, že se divadlo stane její kariérou.
Kolem roku 1900 začala hrát v divadelní společnosti Albaugh Stock Company a Valerie Bergere ji nakonec angažovala do své cestující skupiny. Brzy se stala hvězdou místní baltimorské divadelní scény, často psala a hrála ve vlastních hrách a spolupracovala s herci ze společnosti Ziegfeld players. Její hra Peggy z roku 1903 si získala zvláštní pozornost kritiků. Do roku 1936 odhadovala, že napsala 70 tříaktových her, spolu s 30 jednoaktovými hrami a vaudevillovými skeči.

## Hollywoodská kariéra
V roce 1917 byla Kavanaugh najata do oddělení četby a psaní v newyorském filmovém studiu Metro. V roce 1918 získala Kavanaugh druhé místo v soutěži o scénář, kterou pořádal časopis Photoplay, za scénář k filmu Betty Takes a Hand, který byl později skutečně natočen. Byla najata na pozici, kde dohlížela na plynulost děje, a posléze se stala vedoucí oddělení příběhů ve společnosti Metro. V těchto raných letech hodně spolupracovala s June Mathis.
Nakonec se jí zastesklo po divadle, a tak si vzala volno a vrátila se do Baltimoru, kde otevřela Katharine Kavanaugh School, kde vyučovala herectví a psaní scénářů. Jejím cílem bylo také psát, režírovat a produkovat vlastní filmy. To se jí však nepodařilo a nakonec se vrátila ke spolupráci s June Mathis, která ji přivedla do studia First National, kde spolu pracovaly několik dalších let.
Jedním z jejích největších úspěchů bylo spoluvytvoření postavy Jones Family, která se objevila v 17 nízkorozpočtových filmech v letech 1936 až 1940. První film ze série, Every Saturday Night, byl uveden v roce 1936 a Kavanaugh se také podílela na scénáři k filmu Educating Father, který měl premiéru později téhož roku.
Přestože její scenáristická kariéra koncem 30. let ochabla, pokračovala v psaní her, které byly produkovány v oblasti Los Angeles až do její smrti v roce 1942. Spolu se svým manželem Oliverem Ziegfeldem byli zakladateli Studio Village Theatre Guild.

## Osobní život
Kavanaugh se v roce 1910 v Baltimore provdala za kolegu herce Olivera C. Ziegfelda (bratrance broadwayského impresária Florenze Ziegfelda Jr.), ale psaní pokračovala pod svým rodným jménem. Pár neměl žádné děti.

## Filmografie
- Educating Father (1936)
- Every Saturday Night (1936)
- The Far Cry (1926)
- The Day of Faith (1923)
- The Divorcee (1919)
- The Silent Woman (1918)
- The Liar (1918) (story)
- A Successful Adventure (1918)
- The House of Gold (1918)
- Social Quicksands (1918)
- The Winning of Beatrice (1918)
- The Winding Trail (1918)
- Betty Takes a Hand [fr] (1918)
- Peggy, the Will o' the Wisp (1917)
- The Wheel of the Law (1916)